# Domnița șoim
Domnița șoim (titlu original: Ladyhawke) este un film american din 1985 regizat de Richard Donner. Rolurile principale au fost interpretate de actorii Matthew Broderick, Rutger Hauer și Michelle Pfeiffer.

## Distribuție
- Matthew Broderick - Philippe Gaston, "Șoarecele"
- Rutger Hauer - Cpt. Etienne Navarre
- Michelle Pfeiffer - Isabeau d'Anjou
- Leo McKern - Imperius
- John Wood - Episcop de Aquila
- Ken Hutchison - Marquet
- Alfred Molina - Cezar

## Producție
Filmările au avut loc în Italia.